# Centraal Tooneel
Het Centraal Tooneel was een Nederlands toneelgezelschap onder leiding van Louis de Bree en D. Sluizer. Het gezelschap begon op 1 september 1930 en had het Centraal Theater in Amsterdam als thuisbasis.
Spelers waren onder meer Lily Frenkel-Bouwmeester, Mien Duymaer van Twist, Mien van Kerckhoven-Kling, Annie de Bree-Bakker, Kerstie Römer, Bets van Lonkhuyzen, Louis de Bree, Theo Frenkel, Johan Kaart jr., Philippe la Chapelle, Gusta Chrispijn-Mulder en Gerard Hartkamp. 
Regisseurs waren Constant van Kerckhoven jr., Louis de Bree en Johan Kaart jr.
In het tweede seizoen (1931-1932) sloten zich o.a. Mary Dresselhuys, Leonie Madier, Flor la Roche, Cees Laseur en Joan Remmelts bij het gezelschap aan. Ook Bert Dijkstra, Johan Schmitz, Gijsbert Tersteeg en Tilly Lus speelden met het Centraal Tooneel.
Het feit dat de Duitse bezetter op 19 februari 1942 de Nederlandsche Kultuurkamer invoerde, was voor het Centraal Tooneel geen aanleiding om te stoppen met spelen. Toen in 1946 Laseur afscheid nam van het Centraal Tooneel hield het gezelschap op te bestaan.

## Toneelstukken
Enkele door het Centraal Tooneel opgevoerde toneelstukken zijn: Potasch en Perlemoer (Charles Klein), Golden Boy en Comedy of Errors (William Shakespeare).